# Polizeiruf 110: 1A Landeier
1A Landeier ist ein deutscher Kriminalfilm von Ulrich Stark aus dem Jahr 1995. Der Fernsehfilm erschien als 169. Folge der Filmreihe Polizeiruf 110.

## Handlung
Sigi Möller und Kalle Küppers sind Streifenbeamte im Bergischen Land. Ihre Dienststelle ist in Volpe, wo große Fälle nicht zu erwarten sind. Eines Tages erscheint die alte Elisabeth Kampnagel auf der Dienststelle. Sie fühlt sich seit einiger Zeit verfolgt, hat Alpträume, erhält immer wieder Anrufe, bei denen sich niemand meldet, und bekommt anonyme Drohbriefe zugeschickt. Nun wurde auch noch ihr Dackel Garibaldi vergiftet und musste von ihrem Bekannten Albert mit einem Gnadenschuss erlöst werden, wobei Albert dafür eine alte Pistole aus dem Zweiten Weltkrieg benutzt. Elisabeth bringt den toten Hund mit auf die Dienststelle und Sigi verspricht, sich um den Fall zu kümmern. Der Hund wurde tatsächlich mit Rattengift umgebracht. Sigi ist anwesend, als Elisabeth erneut angerufen wird. Der Anrufer entpuppt sich jedoch als Versicherungsvertreter. Ein junger Mann, der beim Anblick der Ermittler aus Elisabeths Keller flieht, ist wiederum Daniel, der Neffe von Elisabeths Patenkind Arno Wollner.
Sigi will den Fall schon zu den Akten legen, als er mit Kalle in eine Boutique gerufen wird. Hier gibt Elisabeth an, von einem fremden Mann unsittlich berührt worden zu sein. Der Mann entpuppt sich als homosexueller Kellner, der zudem jeden Vorwurf von sich weist und Anzeige gegen Elisabeth erstatten will. Sigi wird beauftragt, Elisabeth in die Psychiatrie zu bringen. Der Neurologe bescheinigt Elisabeth Verfolgungswahn, sie habe die Zeit der Gestapohaft zu NS-Zeiten wohl nie ganz verarbeiten können. Die Anschuldigungen seien nichts weiter als ein Ringen um Aufmerksamkeit. Elisabeth wird nach Hause gelassen, soll jedoch umgehend in ein Heim mit psychiatrischer Betreuung eingewiesen werden. Plötzlich erscheinen Elisabeths Patenkind Arno Wollner und sein Bruder Bertold auf der Bildfläche. Arno ist Erbe des Hauses, in dem Elisabeth noch lebt; der Besitzer hatte Elisabeth jedoch vertraglich lebenslanges Bleiberecht im Haus zugesagt. Nun planen Arno und Bertold bereits den Verkauf des Hauses.
Arno und Bertold erhalten Drohbriefe, in denen beiden ein Deal mit „SM“ vorgeworfen wird; sie sollen Schweigegeld zahlen. Kurze Zeit später wird Arno in seiner Wohnung erschossen. Die Ermittlung im Mordfall übernimmt Gabi Bauer vom Morddezernat. Sie vermutet in der Tat einen Szenemord, war Arno doch homosexuell und hatte Spielschulden. Sie übernachtet bei Sigi und schläft mit ihm. Sigi sind inzwischen Zweifel an der Unzurechnungsfähigkeit Elisabeths gekommen. Er glaubt, dass sowohl der Versicherungsvertreter als auch der Grabscher in der Boutique gekauft waren, um Elisabeths Aussagen anzweifeln zu können. Von Bürgermeister Huffer erfährt er, dass Volpe Ziel des Großinvestors Schreiber-Mehling – SM – ist, der hier einen Freizeitpark errichten will. Dies wird jedoch geheim gehalten, damit die Grundstücke preiswert aufgekauft werden können. Es zeigt sich, dass Kalle in den Fall involviert ist, hat er doch ein Verhältnis mit Bertold Wollners Frau Claudia. Zum Zeitpunkt von Arnos Tod war Bertold nicht wie von Claudia bei der Befragung behauptet bei ihr, da Kalle die Zeit mit ihr verbrachte. Kalle und Sigi schreiben einen weiteren Erpresserbrief an Bertold, in dem sie ihn als Mörder Arnos bezeichnen und einen Treffpunkt für eine Geldübergabe bestimmen. Bertold jedoch wird am Abend des Treffens tot aufgefunden. Er hat die Waffe noch in der Hand – eine Waffe aus dem Zweiten Weltkrieg. Da am Morgen seines Todes durch Ermittler in Köln die Schreiber-Mehling-Gruppe ausgehoben wurde, vermutet BKA-Ermittler Weber aus Köln, dass Bertold sich als Reaktion darauf das Leben nahm.
Sigi wird mit Ermittlungsergebnissen sowie Hülse und Projektil aus Bertolds Waffe nach Köln geschickt. Er tauscht die Patronenhülse gegen die aus, die beim toten Garibaldi gefunden wurde. Die Hülsen stammten aus derselben Waffe, mit der auch Arno erschossen wurde. Die Projektile von Arno und Bertold wiederum sind ebenfalls aus einer Waffe, sodass Arno und Bertold mit derselben Waffe getötet wurden, mit der auch Garibaldi erschossen wurde. Albert sagt aus, die Waffe bei Elisabeth zu ihrem Schutz zurückgelassen zu haben. Zunächst glaubt Sigi, dass Daniel die Morde begangen hat, hängt er doch an Elisabeth und hasste seinen Vater. Daniel war bei einem Mord jedoch nachweislich als Sänger bei einem Konzert. Sigi bemerkt, dass unweit des Fundorts von Bertolds Leiche eine Bushaltestelle ist – eine Busfahrerin erinnert sich, dass Elisabeth am Tattag abends zugestiegen ist. Elisabeth gibt zu, Arno und Bertold getötet zu haben, da beide sie terrorisieren ließen, um sie als unzurechnungsfähig aus ihrem Haus zu kriegen. Schweren Herzens bringt Sigi Elisabeth zur Polizei, hat er die alte Frau doch in sein Herz geschlossen. Elisabeth kehrt kurz darauf zu ihm zurück – man habe sie gar nicht anhören wollen und nicht ernst genommen. Sie geht schließlich mit Sigi davon.

## Produktion
1A Landeier wurde unter anderem in Köln und Brilon gedreht. Der Handlungsort Volpe ist eine fiktive Kleinstadt mit lautlichen Anspielungen an die Kreisstadt Olpe. Die Kostüme des Films schuf Natascha Curtius-Noss, die Filmbauten stammen von Götz Weidner. Der Film erlebte am 9. April 1995 in der ARD seine Fernsehpremiere. Die Zuschauerbeteiligung lag bei 24,1 Prozent.
Es war die 169. Folge der Filmreihe Polizeiruf 110. Sigi Möller und Kalle Küppers ermittelten in ihrem 1. Fall. 1A Landeier wurde der Einstand des WDR in der Filmreihe Polizeiruf 110.

## Kritik
„Gutes vom Lande: komisch und clever“, befand die TV Spielfilm, und nannte 1A Landeier einen „Klassiker der Reihe“. „Martin Lindow als verständnisvoller Jung-Polizist und Oliver Stritzel als Schmalspur-Casanova mit Goldkettchen und permanenter Handy-Hotline zu seinen diversen Tussis sind einfach wunderbar“, schrieb Die Tageszeitung, und nannte den Film einen „1-A-Schmunzelkrimi“. Auch die Frankfurter Rundschau lobte den Film: „Wunderschön gelöst wurde hier der Blick aus der Provinz, die der überheblichen Metropole eins auswischt. Die Figuren dieser verschlungenen Krimi-Posse waren zumeist gut besetzt und nuanciert gezeichnet; die Dialoge sprühten vor Witz.“

## Auszeichnung
Dirk Salomon, Thomas Wesskamp, Martin Lindow und Oliver Stritzel wurden 1996 für 1A Landeier mit dem Adolf-Grimme-Preis in der Kategorie „Allgemeine Programme – Fernsehspiel“ ausgezeichnet.